# Atletica leggera ai Giochi della XXVI Olimpiade - Lancio del disco maschile

Video della Finale (il lancio vincente di Riedel)

Il lancio del disco ha fatto parte del programma di atletica leggera maschile ai Giochi della XXVI Olimpiade. La competizione si è svolta nei giorni 29 e 31 luglio 1996 allo Stadio Olimpico del Centenario di Atlanta.

## Presenze ed assenze dei campioni in carica
| Competizione         | Atleta               | Prestazione | Atlanta 1996 |
| -------------------- | -------------------- | ----------- | ------------ |
| Olimpiadi 1992       | Romas Ubartas        | 65,12 m     | Rit. 1993    |
| Commonwealth 1994    | Werner Reiterer      | 62,76 m     | Non selez.   |
| Goodwill Games 1994  | Dmitrij Ševčenko     | 64,68 m     | Non selez.   |
| Europei 1994         | Uladzimir Dubroŭščyk | 64,78 m     | Presente     |
| Coppa del mondo 1994 | Uladzimir Dubroŭščyk | 64,54 m     | Presente     |
| Panamericani 1995    | Roberto Moya         | 63,58 m     | Presente     |
| Africani 1995        | Adewale Olukoju      | 61,68 m     | Presente     |
| Mondiali 1995        | Lars Riedel          | 68,76 m     | Presente     |
|                      |                      |             |              |
| Mondiali junior 1992 | Brian Milne          | 58,28 m     | Non qual.    |

1. ↑  Sotto la bandiera della Bielorussia.
2. ↑  L'attrezzo pesa 1,75 kg.

## La gara
Qualificazioni: otto atleti ottengono la misura richiesta di 62,50 metri. Ad essi vanno aggiunti i 4 migliori lanci, fino a 62,22. Il miglior lancio è del campione mondiale Lars Riedel con 64,66. Il tedesco è il grande favorito.

Finale: i primi due di lanci di Riedel finiscono nella gabbia. Il sogno olimpico rischia di svanire. Ma Riedel rimane freddo e risolve con un terzo lancio a 65,40. Anthony Washington ha lanciato appena 2 cm in più. In testa ci sono i due bielorussi. Alla quinta e sesta prova Riedel piazza due botte ad oltre 69 metri che gli assicurano l'oro con il nuovo record olimpico e un vantaggio di 2,80 metri sul secondo classificato, distacco che non si vedeva dai Giochi del 1912.

## Risultati

### Qualificazioni
Centennial Olympic Stadium, lunedì 29 luglio.

Si qualificano per la finale i concorrenti che ottengono una misura di almeno 62,50 m; in mancanza di 12 qualificati, accedono alla finale i concorrenti con le 12 migliori misure.

### Finale
Centennial Olympic Stadium, mercoledì 31 luglio.

I migliori 8 classificati dopo i primi tre lanci accedono ai tre lanci di finale.
| Pos     | Atleta               | Paese       | 1ª prova | 2ª prova | 3ª prova | 4ª prova | 5ª prova | 6ª prova | Misura  | Note            |
| ------- | -------------------- | ----------- | -------- | -------- | -------- | -------- | -------- | -------- | ------- | --------------- |
| Oro     | Lars Riedel          | Germania    | x        | x        | 65,40 m  | 63,10 m  | 69,40 m  | 69,24 m  | 69,40 m | Record olimpico |
| Argento | Uladzimir Dubroŭščyk | Bielorussia | 64,86 m  | 66,60 m  | 64,38 m  | 59,68 m  | x        | x        | 66,60 m |                 |
| Bronzo  | Vasili Kaptyukh      | Bielorussia | 63,24 m  | 64,00 m  | 65,80 m  | x        | 63,82 m  | 65,08 m  | 65,80 m |                 |
| 4       | Anthony Washington   | Stati Uniti | 65,42 m  | x        | x        | 61,34 m  | x        | 62,50 m  | 65,42 m |                 |
| 5       | Virgilijus Alekna    | Lituania    | 62,28 m  | 65,30 m  | 64,50 m  | x        | 64,54 m  | 63,74 m  | 65,30 m |                 |
| 6       | Jürgen Schult        | Germania    | 62,82 m  | 64,42 m  | 62,62 m  | 64,62 m  | 64,38 m  | 63,78 m  | 64,62 m |                 |
| 7       | Vitaliy Sidorov      | Ucraina     | 63,44 m  | x        | x        | 62,76 m  | 63,78 m  | 62,83 m  | 63,78 m |                 |
| 8       | Vaclavas Kidykas     | Lituania    | 61,48 m  | 57,52 m  | 62,78 m  | x        | 61,68 m  | 61,88 m  | 62,78 m |                 |
| 9       | Alexis Elizalde      | Cuba        | 60,52 m  | 60,36 m  | 62,70 m  |          |          |          | 62,70 m |                 |
| 10      | Attila Horváth       | Ungheria    | 60,66 m  | 62,28 m  | 59,72 m  |          |          |          | 62,28 m |                 |
| 11      | Sergey Lyakhov       | Russia      | 60,62 m  | 59,90 m  | x        |          |          |          | 60,62 m |                 |
| 12      | Adam Setliff         | Stati Uniti | x        | 56,30 m  | x        |          |          |          | 56,30 m |                 |

Legenda:
- X = Lancio nullo;
- RO = Record olimpico;
- RN = Record nazionale;
- RP = Record personale;
- PS = Personale stagionale;
- NM = Nessun lancio valido;
- NE = Non è sceso in pedana.